# Occidryas lehmani
Occidryas lehmani är en fjärilsart som beskrevs av Gunder 1929. Occidryas lehmani ingår i släktet Occidryas och familjen praktfjärilar. Inga underarter finns listade i Catalogue of Life.